# Hada schultzi
Hada schultzi är en fjärilsart som beskrevs av Hans Rebel. Hada schultzi ingår i släktet Hada och familjen nattflyn. Inga underarter finns listade i Catalogue of Life.